# Un poco de chocolate
Un poco de chocolate es una película española dirigida por Aitzol Aramaio, estrenada en el año 2008.

## Argumento
Lucas (Héctor Alterio) y María (Julieta Serrano) son hermanos y están viejos. Comparten una casa con sus recuerdos y los fantasmas buenos de las personas a las que han amado. Saben que más tarde o más temprano, uno antes que el otro, comprarán el billete para el último viaje. Marcos (Daniel Brühl) y Roma (Bárbara Goenaga) están solos y son jóvenes. Ella es enfermera y pinta ventanas que embellecen las vistas desde su habitación. Marcos anda perdido agarrado a su acordeón y a un montón de preguntas. No saben que más pronto que tarde emprenderán un camino juntos. Un día, el azar va a reunirlos. A partir de ese momento, Lucas y María desde la maravillosa altura de sus años van a contaminar con su manera de ser a Roma y a Marcos.

## Reparto
| Intérprete      | Personaje |
| --------------- | --------- |
| Héctor Alterio  | Lucas     |
| Daniel Brühl    | Marcos    |
| Julieta Serrano | María     |
| Bárbara Goenaga | Roma      |
| Marián Aguilera | Rosa      |
| Mikel Albisu    | Tomás     |
| Klara Badiola   |           |
| Ramón Barea     | Ángel     |
| Iñake Irastorza |           |
| Mikel Laskurain |           |
| Gorka Otxoa     | Matías    |
| Maribel Salas   |           |
| Santi Ugalde    |           |

## Comentarios
Basada en la novela del escritor vasco Unai Elorriaga Un tranvía en SP publicada en 2001 por la editorial vasca Elkar. Rodada en Górliz, Algorta y Bilbao. Se estrenó oficialmente en el Getxo Antzokia de Guecho el viernes 25 de abril de 2008.

## Premios
- Premio Jurado joven del Festival Internacional de Cine de Cartagena. (2008)